# Гельмут Герц
Гельмут Герц (нім. Helmut Görtz; 7 серпня 1911, Провінція Позен — 3 травня 1979, Дінслакен) — німецький офіцер парашутних частин, оберлейтенант люфтваффе. Кавалер Лицарського хреста Залізного хреста.

## Біографія
Закінчив поліцейське училище в Гафелі і в 1934 році був зарахований в групу земельної поліції «Генерал Герінг». В 1935 році пройшов підготовку парашутиста. У складі 1-го парашутного полку брав участь в Польській і Норвезькій кампаніях. Під час Французької кампанії командував взводом 3-ї роти свого полку. Учасник Критської операції і Німецько-радянської війни, з 1943 року — боїв на Італійському фронті. В 1945 році командував 4-ю ротою свого полку.

## Нагороди
- Медаль «За вислугу років у Вермахті» 4-го класу (4 роки)
- Медаль «У пам'ять 13 березня 1938 року»
- Медаль «У пам'ять 1 жовтня 1938» із застібкою «Празький град»
- Залізний хрест
  - 2-го класу (18 квітня 1940)
  - 1-го класу (18 травня 1940)
- Нагрудний знак парашутиста люфтваффе
- Нагрудний знак «За поранення» в чорному
- Лицарський хрест Залізного хреста (24 травня 1940)
- Німецький хрест в золоті (5 грудня 1944)